# شین باز
شین باز (انگلیسی: Shane Baz؛ زادهٔ ۱۷ ژوئن ۱۹۹۹) بازیکن بیس‌بال اهل ایالات متحده آمریکا است.
وی در مسابقات کشوری و بین‌المللی در مجموع برندهٔ ۱ مدال نقره شده‌است.